# Gefleckter Eichen-Prachtkäfer
Vorbemerkung: Der von Piller&Mitterpacher 1783 beschriebene Käfer Buprestis octodecimguttata gilt traditionell als zur Art Acmaeodera degener gehörig, die beiden Namen werden als Synonyme betrachtet. Es wird neuerdings jedoch die Meinung vertreten,  dass Buprestis octodecimpunctata wieder in den Rang einer eigenen Art erhoben werden muss. In diesem Fall ist der folgende Text zwar nach wie vor weitgehendst korrekt, aber er müsste ergänzt werden um A. octodecimpunctata gegen A. degener abzugrenzen. Außerdem stellen die Abbildungen möglicherweise A. octodecimpunctata dar und nicht A. degener. Genauere Information findet man bei Sakalian et al.
Der Gefleckte Eichen-Prachtkäfer (Acmaeodera degener), auch Achtzehnfleckiger Ohnschildprachtkäfer oder Gelbgefleckter Prachtkäfer genannt, ist ein Käfer aus der Familie der Prachtkäfer (Buprestiden) und der Unterfamilie Polycestinae. Zur artenreichen Gattung Acmaeodera zählt man weltweit über fünfhundert Arten in 13 Untergattungen. In Europa ist die Gattung Acmaeodera mit drei Untergattungen repräsentiert. Acmaeodera degener gehört zur Untergattung Acmaeotethya, die in Europa mit elf Arten vertreten ist. Die Art Acmaeodera degener kommt innerhalb Europas in drei Unterarten vor, deren Verbreitungsgebiete sich jedoch über Europa hinaus auch nach Nordafrika und den Nahen Osten erstrecken. Acmaeodera degener ist die einzige Art, durch die die Gattung Acmaeodera in Mitteleuropa vertreten wird. Nach der Bundesartenschutzverordnung gehört der Käfer in Deutschland zu den  besonders geschützten und streng geschützten Arten.

## Bemerkungen zum Namen
Der landessprachliche Namensteil ‚Eichen-Prachtkäfer‘ nimmt darauf Bezug, dass sich die Larven in Eichen entwickeln. Der Namensteil ‚Ohnschild-‘ spielt darauf an, dass bei dem  Käfer kein Schildchen ausgebildet ist. Der Namensteil ‚gefleckt‘ oder ‚fleckig‘ bezieht sich auf die gelben oder weißen Flecken des schwarzen Käfers.
Der Käfer wird erstmals bereits 1763 von Scopoli in seiner Entomologia Carniolica (Insektenkunde der Krain) beschrieben und trägt dort den Namen Elater degener. Scopoli stellt den Käfer an die letzte Stelle der Gattung Elater. Dass Scopoli dem Käfer den Artzusatz degener gibt, zeigt, dass er mit der Zuordnung des Käfers zur Gattung Elater (Schnellkäfer) nicht völlig zufrieden ist, denn lat. ‚dégener‘ bedeutet ‚entartet, degeneriert‘. Scopoli vermerkt dazu, dass bei Elater degener im Gegensatz zu den anderen Arten von Elater die Hinterecken des Halsschilds nicht zugespitzt sind.
Bereits 1783 wird der Käfer durch Mitterpacher (der Zeit entsprechend richtig) zur Gattung Buprestis gestellt.
Der Gattungsname Acmaeodera geht auf Eschscholtz 1829 zurück. Er ist von altgriechisch ακμαίος akmāīos, deutsch ‚kräftig‘ und δέρη dére, deutsch ‚Hals‘ abgeleitet. Eschscholtz grenzt die Gattung durch das hinten gerade abgeschnittene Halsschild von ähnlichen Gattungen ab.
Der Name der Untergattung Acmaeotethya wurde 1979 von Volkovitsh aufgestellt. Der Wortteil -tethya bezieht sich auf das Verbreitungsgebiet im Zusammenhang mit der Ausdehnung des Tethysmeers. Volkovitsh fasst die Art zusammen mit Acmaeodera crinita, Acmaeodera quadrifasciata, Acmaeodera saxicola und Acmaeodera biseriata  innerhalb der Untergattung Acmaeotethya zur „degener group“ zusammen.
Die Nominatform Acmaeodera degener degener wurde erstmals aus der Gegend von Triest (Tergestum) beschrieben. Sie wurde später auch als Ostrasse bezeichnet. Die Unterart Acmaeodera degener quattuordecimpunctata wurde 1789 von Villers als eigenständige Art unter dem Namen Buprestis 14.punctata aus Südfrankreich beschrieben. Quattuordecimpunctata (lat.) bedeutet 14-punktiert und bezieht sich auf die Anzahl der gelben Flecken auf den Flügeldecken. Der Käfer wurde später als Westrasse von Acmaeodera degener bezeichnet. Allerdings wird bei der Beschreibung missverständlich vermerkt, dass der Käfer in den Kiefern Südfrankreichs lebt (lat. hab. in pinii Galliae Aust.) was nur für die Kiefernwälder, nicht aber für die Gattung Kiefer als Wirtsbaum richtig ist. Über hundert Jahre später (1895) wurde von Semenov die im Kaukasus lebende Unterart Acmaeodera degener mlokossevitczi als eigenständige Art Acmaeodera Mlokossevitczi  beschrieben und nach dem russischen Entomologen L. Mlokossevitcz benannt.
Wegen der unterschiedlichen Zeichnung mit gelben Flecken wurde der Käfer mit zahlreichen Synonymen benannt. Der Catalogue of Life listet 13 Synonyme auf.

## Eigenschaften des Käfers
| | |
| Abb. 1: verschiedene Ansichten | |
| | |
| Abb. 2: Ausschnitt Brustschild weißer Pfeil: Auge roter Pfeil: Fleck und Haare gelb blauer Pfeil: mittleres Grübchen grüner Pfeil: äußeres Grübchen pinker Pfeil: Zähnung am Rand in Abb. 2,3: links entspricht vorn | Abb. 3: Entfaltung der Flügel, Ausschnitt grüner Pfeil: Schulter- beule, blauer Pfeil: Aussparung, weißer Pfeil: Gelenke an der Hautflügelbasis |
| | |
| Abb. 4: Ausschnitt Flügeldecke (links entspricht vorn) | |

Der Käfer wird acht bis zwölf Millimeter lang. Er ist langgestreckt und abgeflacht zylindrisch, erst im letzten Drittel der Flügeldecken verengen sich diese. Der Käfer ist glänzend schwarz mit bläulichem Schimmer und blassgelben oder orangegelben Flecken unterschiedlicher Anzahl. Die Flecken können auch teilweise oder gänzlich fehlen oder zusammenfließen. Der Käfer ist kurz und steif behaart. Auf dem Kopf und Halsschild ist die Behaarung abstehend bis leicht nach vorn geneigt, auf den Flügeldecken ist sie nach hinten fliehend. Die Haarfarbe ist auf den gelben Flecken strohgelb, sonst schwarz (Abb. 2 roter Pfeil und Abb. 4). Die Haare der Unterseite und der Beine (Abb. 1 rechts oben und rechts unten) sind länger und grau, aber es sind keine Schuppenhaare wie in der Gattung Acmaeoderella ausgebildet.
Der Kopf wird nach unten gesenkt getragen. Er kann auf der Stirn einen gelben Fleck tragen. Die Augen sind groß und gelb. Die elfgliedrigen Fühler sind vor den Augen eingelenkt und ab dem vierten Glied erweitert, ab dem sechsten Glied gesägt. Der Kopf trägt Nabelpunkte.
Der Halsschild ist breiter als lang. Er besitzt im Unterschied zu Acmaeodera quadrifasciata keinen gelben Seitenrand, kann aber in den Hinterwinkeln je einen gelben Fleck aufweisen. Der Halsschild ist rundlich, die breiteste Stelle liegt hinter der Mitte. Vor der Basis ist der Halsschild abgeschnürt und drei Grübchen sind ausgebildet, ein mittleres (Abb. 2 blauer Pfeil) und je ein seitliches (Abb. 2 grüner Pfeil). Nach hinten ist der Halsschild gerade abgeschnitten und endet in einem längs geriffelten Band, wobei die Rücken der Rillen in je einen kleinen Zahn  auslaufen (Abb. 2 pinkfarbener Pfeil). Die Zähnchen werden jedoch durch die Basis der Flügeldecken bedeckt.
Das Schildchen fehlt wie in allen Arten der Gattungen Acmaeodera und Acmaeoderella.
Jede Flügeldecke trägt gewöhnlich acht bis zehn in zwei Reihen stehende gelbe Flecken. Diese können jedoch zu Bändern zusammenfließen. Die Schulterbeulen (Abb. 3 grüner Pfeil) sind prägnant ausgebildet und ummanteln in Ruhestellung die Wurzel der Hautflügel. Die Flügeldecken enden gemeinsam abgerundet und seitlich gezackt. Es sind vertiefte Punktreihen aus deutlich eingestochenen Punkten ausgebildet. Die Intervalle sind ebenfalls punktiert. Die beiden Flügeldecken sind miteinander verwachsen, verhindern jedoch nicht die Benutzung der funktionstüchtigen Hautflügel. Der Flügeldeckenrand hat hinter den Schultern seitlich eine deutliche Aussparung (Abb. 3 blauer Pfeil), die genügend Spielraum für die Bewegung der Hautflügel beim Flug bietet. Die Hautflügel sind in Ruhe nicht quer gefaltet (wie bei den Rosenkäfern) und werden vor Beginn des Flugs in voller Länge zwischen Hinterleib und Flügeldecke nach außen geschoben.
Alle Beine besitzen fünfgliedrige Tarsen. Alle Tarsenglieder außer dem Klauenglied tragen auf der Unterseite ein dichtes Filzpolster. An jeder Kralle ist am Grunde ein Zähnchen ausgebildet.

## Biologie
Man kann den wärmeliebenden Käfer von Frühjahr bis Frühsommer auf Blüten und an Ästen der Wirtspflanze finden. Bei einem Versuch mit verschiedenen Fallenpositionen und -farben zeigte die Art eine sehr schwache Bevorzugung der gelben und orange Farbe sowie weiß, an Pflanzen werden jedoch gelbblühende Korbblütler und speziell Löwenzahnarten bevorzugt, deren Pollen dem Käfer als Nahrung dienen.
Die Larven entwickeln sich in verschiedenen Eichenarten im Stammholz oder in starken, abgestorbenen und bereits rindenlosen Ästen im äußeren Kronenbereich. In dem isolierten Fundort in Baden-Württemberg wurde der Käfer aus einem abgebrochenen toten Ast der Stieleiche mit einer Stärke von 25 cm gezogen. In Frankreich wird als Wirtsbaum die Korkeiche bevorzugt, in Spanien wird neben der Steineiche und Flaumeiche auch die Olive als Wirtsbaum genannt.
Entsprechend dem Vorkommen alter Wirtsbäume findet man den Käfer sowohl im Buschwald der Ebene, im  Auwald, an trockenen Waldrändern, in alten Eichenwäldern, im Laubwald der Bergregionen, auch an Eichen in Kiefernwäldern, in Spanien und Bulgarien bis zu 1300 Meter Höhe.
Die Entwicklung dauert zwei oder mehr Jahre.

## Schutzmaßnahmen
Als Schutzmaßnahme wird empfohlen, alte Eichen zu erhalten und gegebenenfalls abgebrochene starke Äste sonnenexponiert zu lagern.

## Verbreitung
Das Zentrum des Verbreitungsgebietes des Art liegt im südlichen Teil Europas. Die Art kommt in Südeuropa und dem südlichen Mitteleuropa, Nordwest-Afrika, Kleinasien, dem Kaukasus und dem Iran vor. Die nominotypische Unterart Acmaeodera degener degener deckt den größeren, östlichen Teil des Verbreitungsgebiets ab, von Südeuropa Italien und die Balkanhalbinsel sowie Kleinasien. Die westliche Unterart Acmaeodera degener quattuordecimpunctata ist in Südfrankreich, der Schweiz, Südwestdeutschland, Korsika, Sizilien, Spanien, Portugal und dem westlichen Nordafrika verbreitet. Die kaukasisch-pontische Unterart Acmaeodera degener mlokossevitczi ist aus dem Kaukasus, Transkaukasien und dem Iran bekannt. In Deutschland gelang der letzte Nachweis des Käfers 1980 an einem Ort in der Oberrheinischen Tiefebene. In Polen ist die nominotypische Unterart nur von einzelnen Fundstellen in zwei Gebieten bekannt und wurde seit über 70 Jahren nicht mehr gefangen.